# Daniel Morar
Daniel Marius Morar (n. 15 august 1966, Luduș, România) este un jurist român, care a deținut funcția de procuror șef al Direcției Naționale Anticorupție (DNA), din august 2005 până în 2012. În perioada 2013-2022 acesta a ocupat funcția de judecător al Curții Constituționale.

## Biografie
Daniel Marius Morar s-a născut la data de 15 august 1966 în orașul Luduș, pe atunci în regiunea Mureș. A urmat cursurile liceale la Liceul „Avram Iancu” din Aiud (județul Alba) (1980-1984) și apoi cele universitare la Facultatea de Drept a Universității „Babeș-Bolyai”  (1986-1990), pe care a absolvit-o în anul 1990 cu media 9,84.
După aceea a lucrat ca procuror stagiar la Procuratura Locală Târgu Mureș (1990-1992). În anul 1992 a promovat examenul de capacitate al procurorilor stagiari cu media 9,40 (clasându-se al 3-lea din 37 de participanți). A fost repartizat apoi ca procuror la Procuratura Locală din Cluj-Napoca (1992-1994).
A îndeplinit apoi funcțiile de procuror la Parchetul de pe lângă Tribunalul Cluj (1994-1997), procuror delegat (mai - noiembrie 1997) și procuror (1997-1998) la Secția de urmărire penală a Parchetului de pe lângă Curtea de Apel Cluj.
În perioada 1 ianuarie 1999 - 25 iulie 2002 Daniel Morar a îndeplinit funcția de procuror șef la secția de urmărire penală a Parchetului de pe lângă Curtea de Apel Cluj, încheindu-și mandatul prin demisie. În această perioadă, a fost delegat la Secția anticorupție, urmărire penală și criminalistică din Parchetul de pe lângă Curtea Supremă de Justiție, pentru finalizarea anchetei în dosarul Gabriel Bivolaru (fost deputat acuzat de fraudarea BRD, 1-10 martie 1999) și în dosarul Viorel Burzo (fostul șef al Secției Penale de la Curtea de Apel Cluj, acuzat de trafic de influență, 5 ianuarie - 5 martie 2001).
Daniel Morar a obținut în anul 2002 diploma „Meritul judiciar” clasa a IV-a pentru rezultate meritorii obținute în activitate (calificativul „foarte bine” obținut în fiecare an de activitate).
După ce a demisionat, a continuat să lucreze ca procuror la Secția de urmărire penală a Parchetului de pe lângă Curtea de Apel Cluj (26 iulie 2002 - 12 august 2005).
El a instrumentat dosarul fraudării Băncii Dacia Felix, în care au fost trimiși în judecată Sever Mureșan, fost acționar și membru în consiliul de administrație, alături de Mircea Horia Hossu, fost prim-vicepreședinte al băncii, cei doi fiind acuzați că au sustras, prin mai multe inginerii financiare, aproximativ 160 de milioane de dolari.
Morar a mai instrumentat dosarul „Alimentara”, în care fostul primar Gheorghe Funar a fost trimis în judecată sub acuzația de abuz în serviciu, după care judecătorii au luat decizia de scoatere de sub urmărire penală a fostului primar.
O decizie controversată luată de Daniel Morar a fost propunerea de arestare a lui Liviu Ciupe, fost șef al Direcției Drumurilor Naționale Bistrița și vicepreședinte PD Bistrița, care a fost achitat în cele din urmă. Statul român a fost nevoit să-i plătească lui Ciupe despăgubiri de 1,4 miliarde lei vechi pentru cele patru luni de arest.
Prin Decretul nr. 849 din 11 august 2005, Daniel Morar a fost numit, începând cu data de 12 august 2005, în funcția de procuror șef al Direcției Naționale Anticorupție (DNA). Funcția era asimilată celei de prim-adjunct al procurorului general al Parchetului de pe lângă Înalta Curte de Casație și Justiție, mandatul fiind conform prevederilor art. 54 din Legea nr. 303/2004 de 3 ani, cu posibilitatea reînvestirii o singură dată.
În martie 2013, Daniel Morar a fost numit de către președintele Traian Băsescu judecător la Curtea Constituțională, pentru un mandat de nouă ani.

## Familia
Daniel Morar este căsătorit. Soția sa este avocat.

## Premii
La 2 decembrie 2008 a fost numit „Europeanul Anului” în categoria „Inspirația Anului” de către revista European Voice (din trustul The Economist). Printre ceilalți nominalizați au fost antreprenorul George Soros, omul de știință Lyn Evans (CERN) și Katerine Camilleri, directoare adjunctă al Serviciului de refugiați din Malta. Morar fusese nominalizat pentru „pentru că a ridicat lupta anticorupție la un nivel înalt”.

## Publicații
Daniel Morar a publicat o serie de articole de drept în reviste de specialitate.
- „Considerații teoretice asupra infracțiunii de evaziune fiscală prevăzută de art. 12 din Legea nr. 87/1994 și analiza unor spețe referitoare la această infracțiune, soluționate de către parchetele de pe raza teritorială a Parchetului de pe lângă Curtea de Apel Cluj” în Buletinul Parchetului de pe lângă Curtea Supremă de Justiție și al Centrului de Resurse Juridice (1999);
- „Infracțiunea prevăzută de art. 266, pct.2 din Legea nr.3/1990. Aspecte teoretice, probațiune, latura civilă, relația acestei infracțiuni cu infracțiunile de evaziune fiscală și delapidare” în Buletinul Parchetului de pe lângă Curtea Supremă de Justiție și al Centrului de Resurse Juridice (2000); articol analizat ulterior în Revista de Drept Penal nr. 2/2003;
- „Evaziunea fiscală” în Revista de Drept Penal nr. 2/2004.